# Яронти
Яронти (пол. Jaronty, нім. Friedrichsgraben) — село в Польщі, у гміні Іновроцлав Іновроцлавського повіту Куявсько-Поморського воєводства.
Населення — 118 осіб (2011).
У 1975-1998 роках село належало до Бидгощського воєводства.

## Демографія
Демографічна структура станом на 31 березня 2011 року:
|          | Загалом | Допрацездатний вік | Працездатний вік | Постпрацездатний вік |
| -------- | ------- | ------------------ | ---------------- | -------------------- |
| Чоловіки | 53      | 8                  | 35               | 10                   |
| Жінки    | 65      | 16                 | 38               | 11                   |
| Разом    | 118     | 24                 | 73               | 21                   |